# Divus
Divus (lateinisch für „der Göttliche“ bzw. „göttlich“ im Gegensatz zu deus = „Gott“) ist ein Beiname der antiken römischen Kaiser und ihrer Angehörigen, der ihnen nach dem Tod verliehen werden konnte. Ausnahmsweise konnten auch Angehörige von Kaisern divinisiert werden, die zuvor nicht den Titel eines Augustus oder einer Augusta geführt hatten. So wurde zum Beispiel Egnatia Mariniana, die bereits vor dem Regierungsantritt ihres Mannes Valerian verstarb und deshalb den Titel einer Augusta nicht mehr führen konnte, nach seinem Regierungsantritt divinisiert.

## Römische Antike

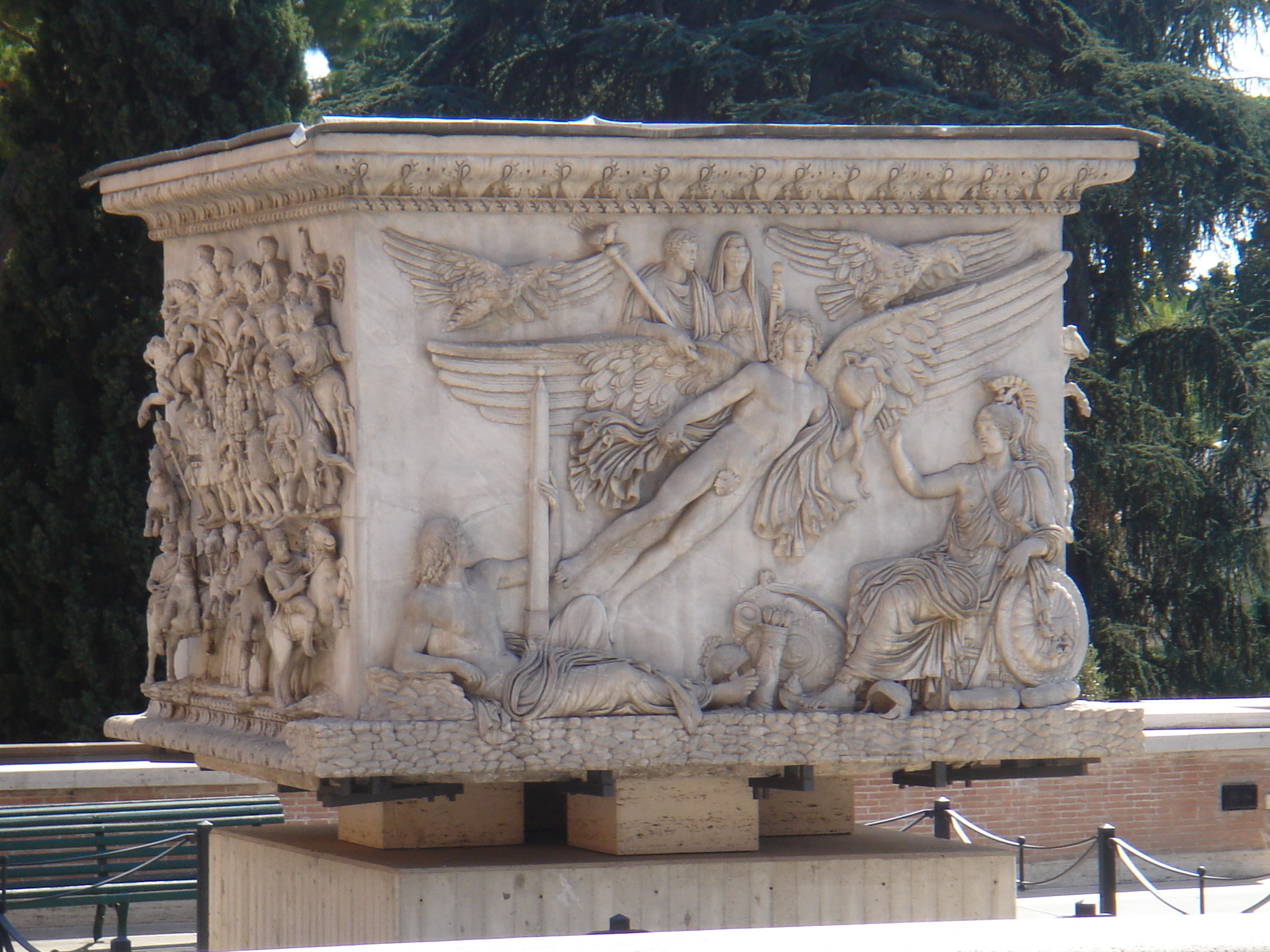
Die Basis der heute verlorenen Antoninus-Pius-Säule zeigt die Apotheose dieses Kaisers und seiner Gattin.

Im römischen Kaiserkult bedeutete eine Divinisierung, dass der Verstorbene in den antiken Götterhimmel aufgenommen wurde. Der hierfür erforderliche Senatsbeschluss wurde durch den öffentlichen Akt der Weihe (lat.: consecratio) im Staatsbegräbnis bekräftigt. Die Umschrift CONSECRATIO erscheint auch am häufigsten als Umschrift der Rückseiten der Konsekrationsmünzen. 
Dieser Divinisierung lag der Glauben an die Himmelfahrt des Kaisers zugrunde. Hierbei fuhr der Kaiser entweder auf einem geflügelten Viergespann gen Himmel oder wurde durch den Herrn des Zeitalters in Gestalt eines geflügelten Götterjungen geleitet. Römische Münzen, die an eine consecratio erinnern, führen auf der Portraitseite den Beinamen „Divus“ (DIVVS) bzw. für die Kaiserinnen „Diva“. Auf den Rückseiten dieser Konsekrationsmünzen werden für den Divus häufig Adler oder vierstufige Scheiterhaufen abgebildet. Konsekrationsmünzen mit einer Diva zeigen auf der Rückseite auch andere Motive wie zum Beispiel einen Pfau. Sich um die Divinisierung eines verdienten verstorbenen Vorgängers zu kümmern, gehörte zur Pietas seines Nachfolgers und diente dabei auch seinem eigenen Ansehen. Als (Adoptiv-)Sohn eines Divus stärkte der Nachfolger seine Legitimation darüber hinaus nun auch durch den Hinweis auf eine göttliche Abstammung.

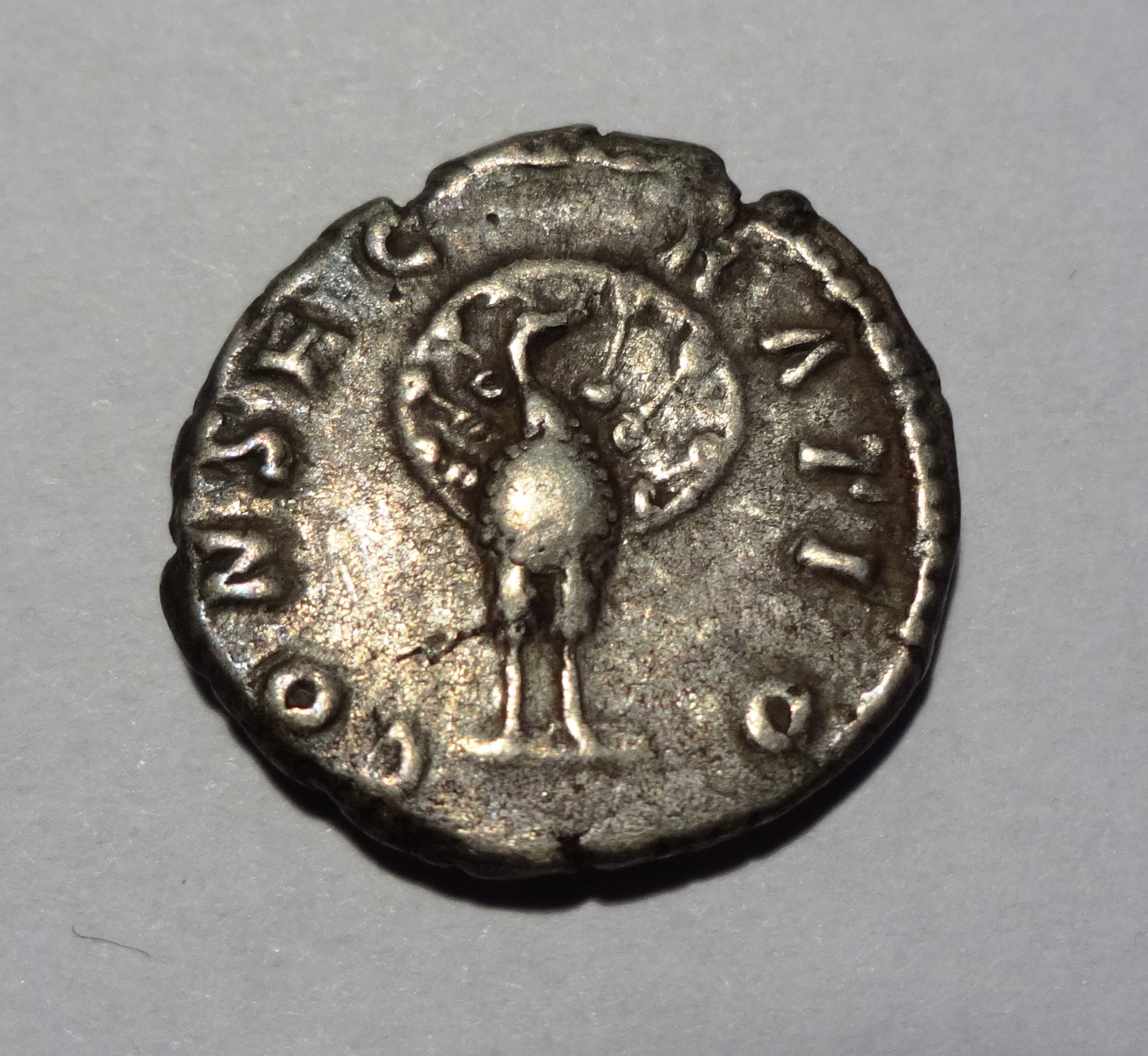
Pfau auf Rückseite Konsekrationsdenar Faustinas' II., Kampmann 38.88.3

Die auch Apotheose genannte Zeremonie fand erstmals bei Gaius Iulius Caesar statt, welcher zu Divus Iulius wurde. Sein Adoptivsohn Octavianus, der spätere Augustus, wurde bereits zu Lebzeiten als Divi filius (dt.: „Sohn des Vergöttlichten“) und nach seinem Tode als Divus Augustus verehrt. Jeder divus erhielt mindestens bis zur Mitte des 3. Jahrhunderts ein eigenes Priesterkollegium, das für seinen Kult zuständig war.
Im Laufe der Zeit wurde es üblich, divus dem Namen jedes verstorbenen Kaisers beizufügen, der im Nachhinein als rechtmäßiger Herrscher anerkannt wurde. (Den übrigen drohte die damnatio memoriae.) Dieser Brauch blieb auch dann noch bestehen, als man aufgrund der Christianisierung des Imperiums im späteren 4. Jahrhundert damit aufhörte, verstorbene Kaiser formal zu divinisieren. Der letzte Augustus, für den nach seinem Tod die Bezeichnung als divus bezeugt ist, war der 518 verstorbene Anastasius.

## Divinisierungen in der Republik und im frühen Prinzipat
- Scipio Africanus (Divinisierung zu Lebzeiten als Sohn Jupiters)
- Cornelia (Mutter der Gracchen, ca. 100 v. Chr.; Divinisierung als deus parens)
- Gaius Marius (private Libationen; zu Lebzeiten als Sohn des Mars und der Venus divinisiert)
- Marcus Marius Gratidianus (achtziger Jahre v. Chr.; stadtrömische Divinisierung)
- Metellus Pius (zu Lebzeiten, 74: Divinisierung in Spanien)
- Cornelius Sulla Felix (zu Lebzeiten; inoffiziell, im Osten)
- Pompeius Magnus (zu Lebzeiten; inoffiziell, im Osten)
- Gaius Iulius Caesar (Divus Caesar[2]; zu Lebzeiten: inoffiziell seit 49;[3] offiziell seit 48[4])
- Caesarion (Ptolemaios XV. Caesar, zu Lebzeiten, seit 47: offiziell nur in Ägypten)
- Marcus Antonius (seit 41 zu Lebzeiten mit Dionysos-Osiris identifiziert; offiziell seit 37 nur im Osten)
- Sextus Pompeius (zu Lebzeiten; Sohn des Neptun; Spottname der Gegner: Neptunius)

## Liste der römischen Staatsgötter mit dem Jahr ihrer offiziellen Apotheose

### Späte Republik und frühe Kaiserzeit
- Divus Iulius (Kult zu Lebzeiten: s.o.; 44 v. Chr.: Anfänge des offiziellen Kultes; 42: consecratio)[5]
- Divus Augustus (14 n. Chr.; zu Lebzeiten: Divi (Iuli) filius, teilweise auch als Divus)
- Tiberius (bereits zu Lebzeiten als Divi Augusti filius divinisiert; keine consecratio und postume Apotheose)
- Gaius (Caligula) (consecratio von Caligula bereits zu Lebzeiten eigenhändig umgesetzt; keine offizielle postume Apotheose)
- Diva Drusilla (Schwester des Gaius, 38)
- Diva Iulia Augusta (Livia, 42)
- Divus Claudius (54)
- Diva Claudia (virgo) (Tochter der Poppaea, 63)
- Diva Poppaea Augusta (Gattin Neros, 65)
- (Divus) Nero (zu Lebzeiten divinisiert; 69 n. Chr.: teilweise restitutio memoriae unter Kaiser Otho; Apotheose als Divus unter Kaiser Vitellius wahrscheinlich)
- Divus Vespasianus (77/78; lehnte seine geplante postume Apotheose wahrscheinlich ab und förderte den Kult des Divus Iulius)[6]
- Divus Titus (81)
- Divus Caesar (Sohn Domitians, 82)
- Diva Iulia (Tochter des Titus, 89)
- Diva Domitilla (entweder Vespasians Tochter Domitilla die Jüngere oder seine Frau Domitilla die Ältere, 82–85[7]/nach 90[8])

### Hohe Kaiserzeit
- Divus Nerva (98)
- Diva Marciana (Schwester Traians, 112)
- Divus Traianus pater (Vater Traians, 113)
- Divus Traianus Parthicus (118)
- Diva Matidia (Tochter der Marciana, der Schwester Traians, 119)
- Diva Plotina (Gattin Traians, 123)
- Antinous (Freund Hadrians, vermutlich zu Lebzeiten; 130 n. Chr.: keine offizielle Apotheose als Divus)
- Diva Sabina (Gattin Hadrians, 138)
- Divus Hadrianus (138)
- Diva Faustina (Gattin des Antoninus Pius, 140)
- Divus Antoninus (161; Kultname in Perugia: Divus Antoninus Pius)
- Divus Verus (169; vgl. Divus M(arcus) Antoninus Pius)
- Diva Faustina Pia (Gattin des Marcus Aurelius, 176), mit der seltenen Umschrift SIDERIBVS RECEPTA (zu den Sternen abberufen)
- Divus M(arcus) Antoninus Pius (Marcus Aurelius, 180; Kultname in Rom: Divus M(arcus) Antoninus Germ(anicus) Sarm(aticus); Divus Marcus und Divus Verus wurden zusammen auch als Divi fratres verehrt)

- Divus Pertinax pater (193)[9]

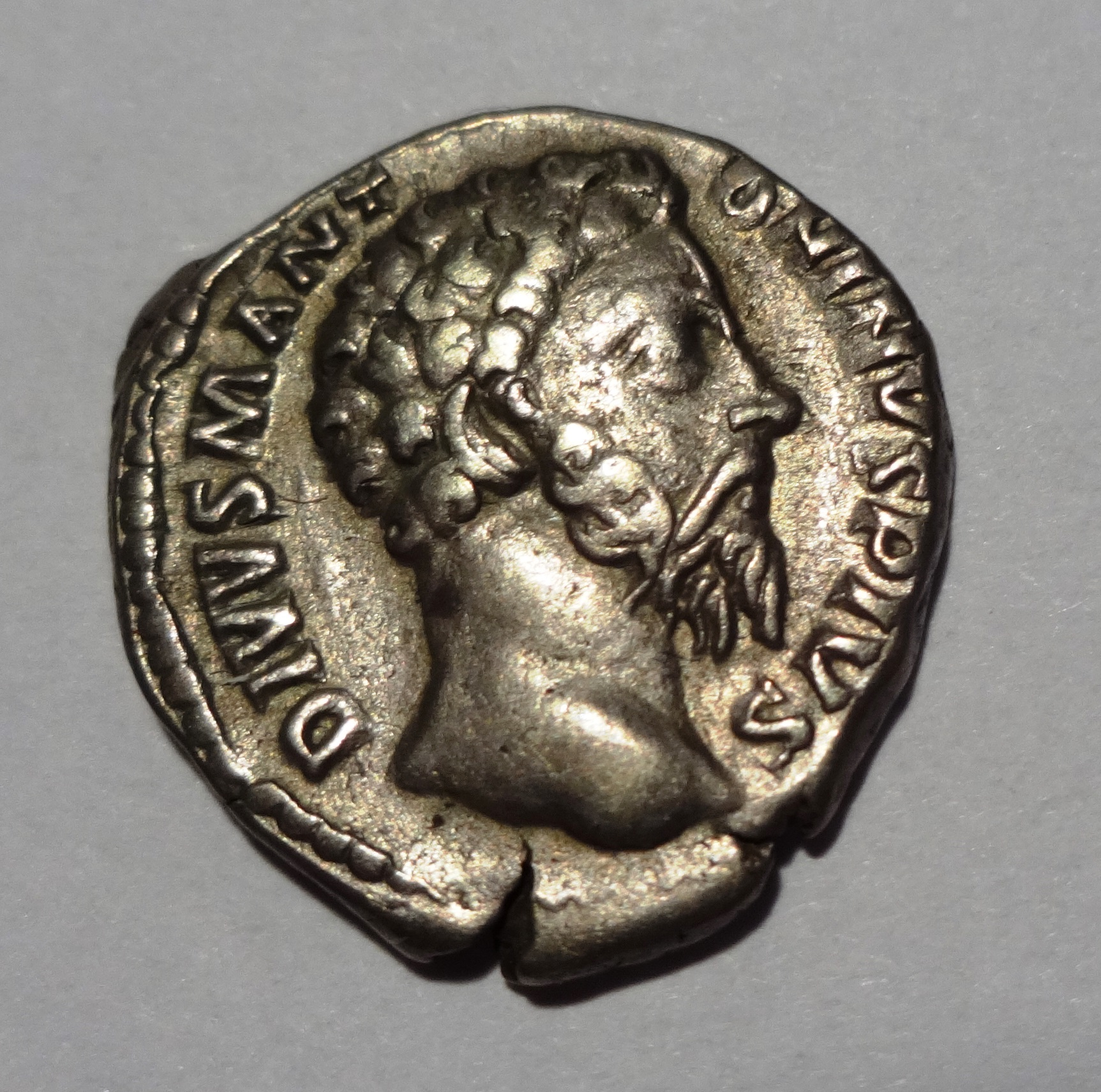
Marcus Aurelius als Divus auf unter Commodus geprägtem Denar, Kampmann Nr. 37.263.6

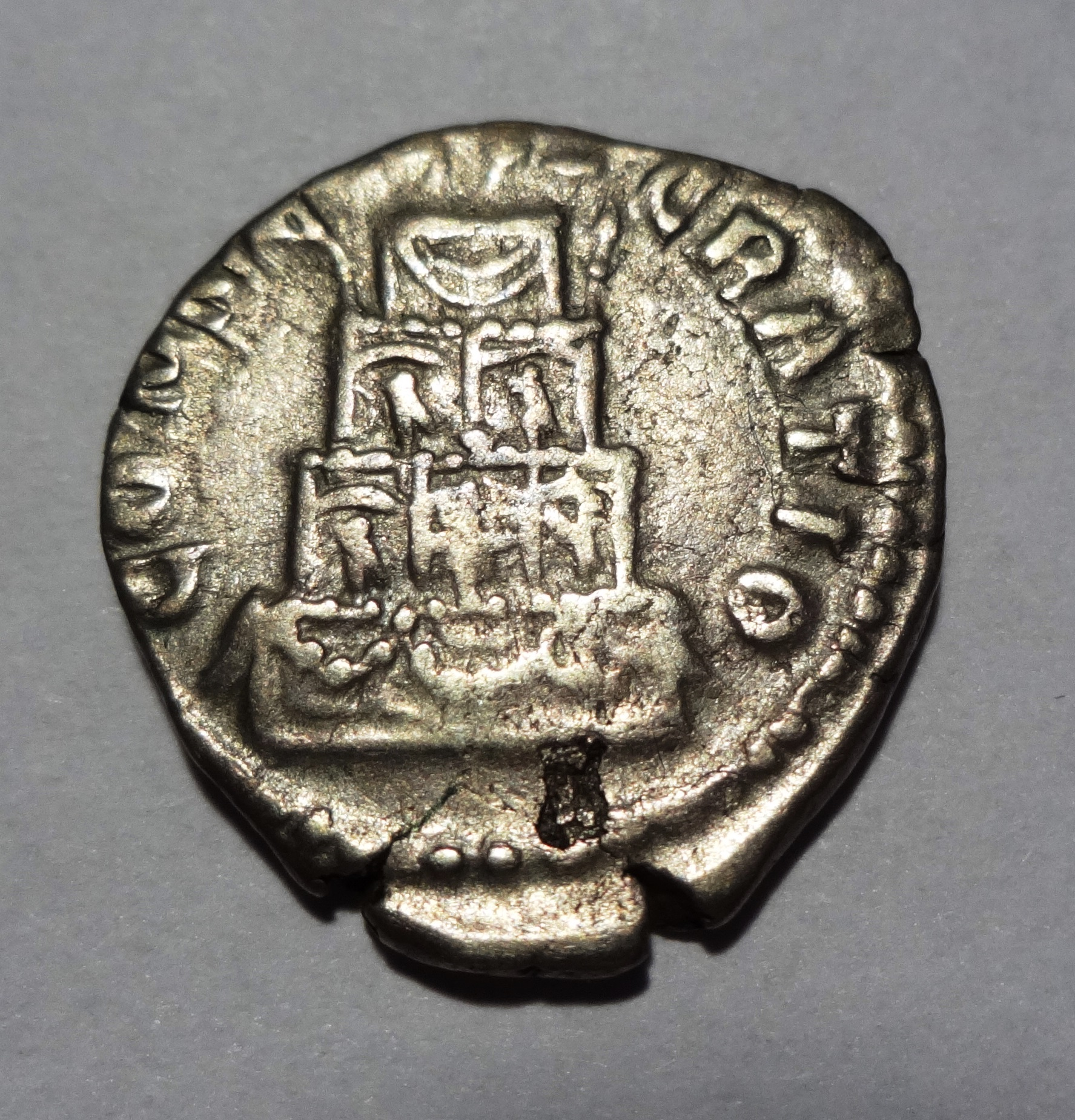
Scheiterhaufen auf Konsekrationsmünze für Marcus Aurelius, Rückseite, Kampmann 37.263.6

- Divus Commodus (195; restitutio memoriae unter Kaiser Septimius Severus, Apotheose drei Jahre nach seinem Tod)
- Divus Septimius Severus (211; Kultname in Assura/Africa proconsularis: Divus Severus Pius)
- Divus Geta (wahrscheinlich fiktiv: Apotheose bestritten durch Caracalla (damnatio memoriae); vgl. Clauss, 1999 und Alföldi, 1970/1972)
- Diva Iulia (Iulia Domna, 217)
- Divus Antoninus Magnus (Caracalla, 218)
- Diva Maesa (Großmutter des Severus Alexander, 224; alternativer Kultname: Diva Iulia Augusta)

### Reichskrise des 3. Jahrhunderts
- Diva Paulina (Gattin des Maximinus Thrax, 236)
- Divus Alexander (Severus Alexander, 238)
- Divus Gordianus (Gordianus I., 238)
- Divus Gordianus (Gordianus II., 238)
- Divus Gordianus (Gordianus III., 244)
- Divus Marinus (Vater des Philippus Arabs; offizielle Apotheose umstritten; pro: Clauss, 1999; contra: Kienast, 1996)
- Divi Philippi (249; gemeinsame consecratio von Philippus Arabs und seinem Sohn Philippus Caesar)
- Divus Decius (251)
- Divus Herennius (Sohn des Decius, 251)
- Diva Egnatia Mariniana (Gattin Valerians, 253)
- Divus Trebonianus Gallus (ca. 253)
- Divus Volusianus (Sohn des Trebonianus Gallus, ca. 253)
- Divus Valerianus Caesar (Sohn des Gallienus, 257/258)
- Divus Q(uondam?) Gallienus (Saloninus, Sohn des Gallienus, 260)
- Divus Valerianus (wahrscheinlich nach 262)
- Divus Gallienus (268)
- Divus Claudius (Claudius Gothicus, 270)
- Divus Victorinus Pius (271)
- Divus Aurelianus (275)
- Divus Carus (Pius bzw. Parthicus, 283)
- Divus Numerianus (Sohn des Carus, 284)
- Divus Nigrinianus (Enkel des Carus, 284/285)
- Divus Probus (285)

### Tetrarchie
- Divus Constantius (306)
- Divus Romulus (Sohn des Maxentius, 309)
- Divus Maximianus pater (310)
- Divus Maximianus iunior (Galerius, 311; alternative Kultnamen: Divus Galerius und Divus Iovius)
- Divus Diocletianus (313)

### Konstantinische Dynastie

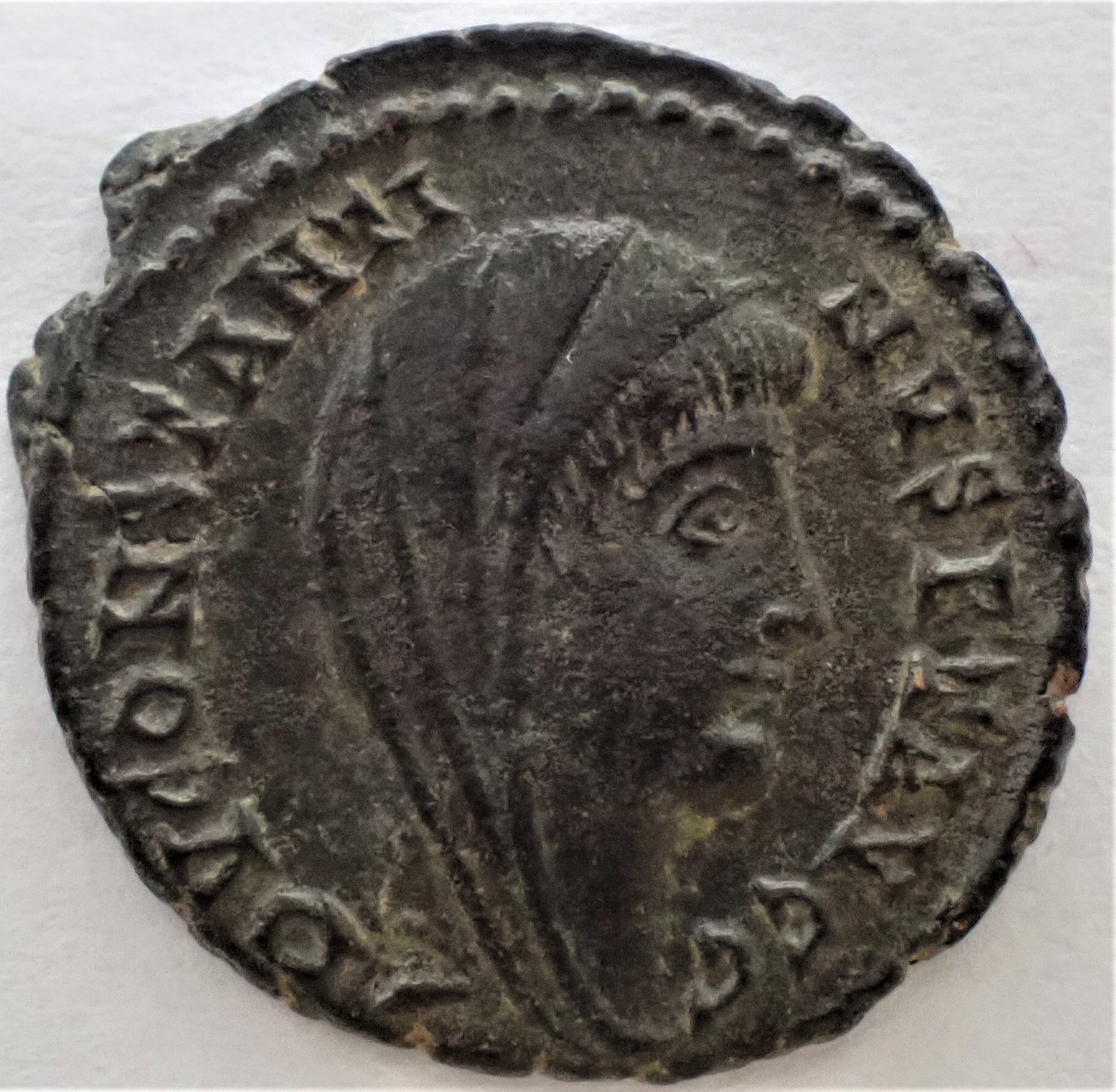
Divusprägung für Constantinus I., Portraitseite

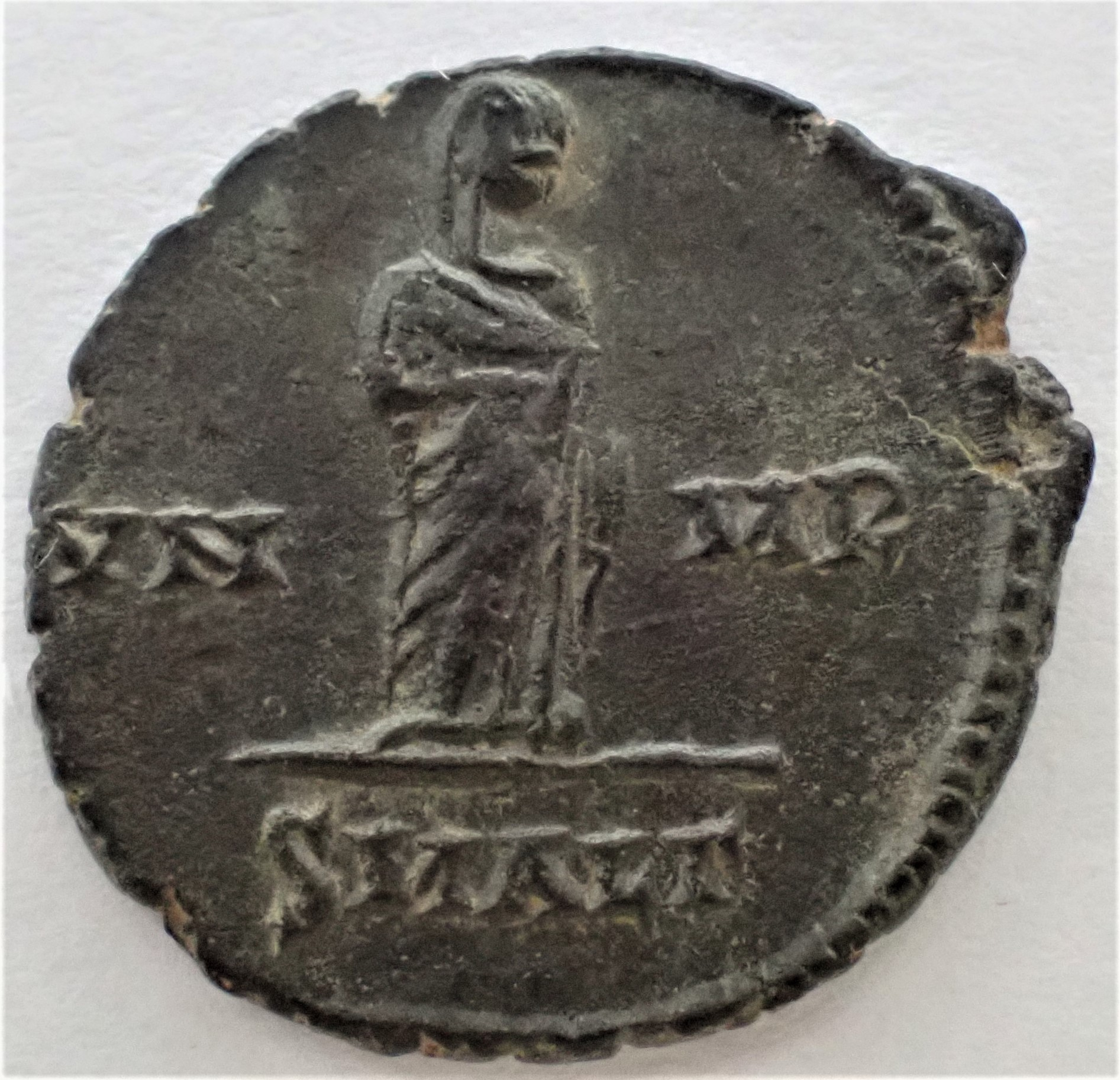
Divusprägung für Constantinus I. VN MR

- Divus Constantinus (337; Kultname in Fanum Fortunae: Divus Constantinus Pius), neben der Bezeichnung DIVO auf der Portraitseite weisen die Abkürzungen VN MR (= venerata memoria) auf der Rückseite einiger Gedenkprägungen auf das verehrte Andenken an den verstorbenen Kaiser hin
- Divus Constans (350)
- Divus Constantius (361)
- Divus Iulianus (363)

### Spätantike Dynastien
- Divus Iovianus (364)
- Divus Valentinianus senior (375)
- Divus Valens (378)
- Divus Theodosius pater (nach 379; Divinisierung im Osten)
- Divus Gratianus (383)
- Divus Valentinianus (392)
- Divus Theodosius (395; Divinisierung im gesamten Reich)
- Divus Arcadius (408)
- Divus Constantinus (411)
- Divus Honorius (423)
- Divus Libius Severus (465; Divinisierung wahrscheinlich, jedoch keine ausdrückliche Erwähnung einer consecratio oder Apotheose)
- Divus Leo (474)
- Divus Anastasius (518)